# FC Groningen
FC Groningen is een voetbalclub uit de stad Groningen. De FC werd opgericht op 16 juni 1971 en kwam voort uit de Groninger Voetbal en Atletiek Vereniging (GVAV). In de beginjaren had de club moeite om financieel draaiende te blijven, maar de voetbalclub geldt de laatste jaren als een stabiele organisatie die tot de middenmoot in Nederland behoort. De clubkleuren zijn de kleuren van de stad Groningen: groen en wit. De thuiswedstrijden werden tot 2006 gespeeld in het Oosterparkstadion en vanaf januari 2006 in de Euroborg, dat in 2016 hernoemd werd tot NoordLease Stadion en in 2018 werd het Hitachi Capital Mobility Stadion. In 2021 veranderde de naam van het stadion weer tijdelijk naar Euroborg. Op de UEFA ranglijst van de beste clubs in Europa stond FC Groningen in 2020 op de 159e plaats met 7.150 punten, wat een daling van vijf posities is ten opzichte van 2019.

## Geschiedenis

### Ontstaan in 1971 en zware jaren (1971–1981)
GVAV was in de jaren zestig een redelijke middenmoter in de Eredivisie. De punten werden vooral behaald in het eigen Oosterparkstadion en af en toe ook daarbuiten. Legendarisch waren de 1-3 uitoverwinning tegen Feijenoord in 1960/61 en de 0-1 zege bij Ajax in het seizoen 1966/67 met doelman Tonny van Leeuwen in een heldenrol. Tegen het einde van de jaren zestig begon GVAV af te glijden, hetgeen uiteindelijk in 1970 leidde tot degradatie. Het laatste en allesbeslissende duel in dat seizoen, thuis tegen DOS, werd met 0-1 verloren, waar een gelijkspel voldoende was geweest voor lijfsbehoud.
In het volgende seizoen 1970/71 werd GVAV tweede in de Eerste divisie en promoveerde opnieuw naar de eredivisie. Direct na de promotie werd FC Groningen opgericht als opvolger van GVAV. De amateurafdeling van GVAV bleef bestaan en ging zelfstandig verder. FC Groningen werd vanaf 1971 de profclub voor de gehele stad, waarbij het traditionele blauwe tenue met witte broek werd ingeruild tegen een fantasieloze combinatie in de stadskleuren groen en wit . Op de dag voor de officiële oprichting werd de club zwaar getroffen door het overlijden van doelman Tonny van Leeuwen als gevolg van een verkeersongeluk bij Meppel. Op 24 oktober 1971 won de club haar eerste wedstrijd: een uitwedstrijd bij Vitesse werd met 1-2 gewonnen. In het seizoen 1973/74 volgde na een 1-2 thuisnederlaag tegen PSV op de laatste wedstrijddag opnieuw degradatie. Hierna kwam het eerste elftal zes jaren in de eerste divisie uit. Een aantal keren kon net geen promotie naar de eredivisie worden bewerkstelligd. Wel waren er smadelijke nederlagen tegen streekrivaal SC Veendam en ook tegen IJsselmeervogels (bekercompetitie). In seizoen 1979/80 bereikte de club onder trainer Theo Verlangen en zijn assistent Henk Nienhuis uiteindelijk opnieuw promotie naar de Eredivisie, omdat ze kampioen van de Eerste divisie was geworden. Verlangen en Nienhuis hadden dat seizoen de beschikking over onder meer Jan van Dijk, Azing Griever (tweevoudig winnaar Tonny van Leeuwen-trofee) en Peter Houtman.

### Succesvolle jaren en vrije val (1981–2002)
In het seizoen 1981/82 werd een 7e plaats in de eredivisie bereikt met 68 goals vóór en 58 goals tegen (doelsaldo +10), het begin van een succesvolle periode voor FC Groningen.
Door de aanjager Jan van Dijk en het talent van Ronald en Erwin Koeman werd in het seizoen 1982/83 voor het eerst Europees voetbal bereikt door als 5de in de eredivisie te finishen.
Dat was in het laatste seizoen van trainer Theo Verlangen bij FC Groningen. Half 1983, slaagde FC Groningen erin, een speler te contracteren waar Ajax tweemaal naar misgreep in juli 1982 en half 1985: centrumspits Fandi Ahmad, die tot half 1985 voor FC Groningen zou uitkomen tussen zijn 21ste en 23ste, en het tot 92 interlands voor Singapore zou brengen. In het eerste UEFA Cup seizoen, 1983/84, was Han Berger trainer. In de eerste ronde werd het veel sterker geachte Atlético Madrid na een 2-1 nederlaag uit en een 3-0 zege thuis uitgeschakeld. In de daaropvolgende ronde speelde het elftal tegen Internazionale. Thuis won Groningen met 2-0. De return in Bari werd met 5-1 verloren. FC Groningen eindigde in de eredivisie achtereenvolgens als zevende, vijfde en vierde in 1983/84, 1984/85 en 1985/86.
Het volgende UEFA Cup seizoen was 1986/87. De terugwedstrijd in de 1e ronde tegen het Ierse Galway United werd niet in het stadion in Galway gespeeld, maar in het enige tientallen kilometers ten westen daarvan gelegen dorpje Carraroe. Trainer was Rob Jacobs. Onder de spelers van FC Groningen waren Peter Houtman, René Eijkelkamp en John de Wolf. De club overleefde de eerste ronde, en ook de tweede ronde, tegen het Zwitserse Xamax Neuchatel, kwam de ploeg door. FC Groningen strandde in de 3e ronde toen het over twee wedstrijden niet bleek opgewassen tegen het Portugese Vitória Guimarães.
Onder leiding van Hans Westerhof trad Groningen in 1988 aan tegen oude bekende Atlético Madrid, en won opnieuw. Thuis werd het 1-0 en uit was een 2-1 nederlaag voldoende voor plaatsing voor de tweede ronde. In de tweede ronde werd Servette FC verslagen, waarna FC Groningen in de derde ronde sneuvelde tegen het veel sterkere VfB Stuttgart, dat onder leiding stond van trainer Arie Haan. In hetzelfde seizoen werd de finale van de KNVB beker bereikt, waarin werd verloren van PSV. In 1989 vond ook de zwartgeldaffaire plaats. De FIOD beschuldigde FC Groningen ervan tussen 1984 en 1988 loonbelasting te hebben ontdoken. Voormalig voorzitter Renze de Vries werd veroordeeld tot een straf.
In het seizoen 1989/90 speelde FC Groningen voor de Europacup II. De 1e ronde kwamen ze door ten koste van het Deense Ikast FS. In de 2e ronde werd de club uitgeschakeld door Partizan Belgrado uit toenmalig Joegoslavië. Ondanks de uitschakeling leverde het dubbele treffen wel wat op, namelijk de transfer van Milko Ðurovski van Partizan naar FC Groningen. Bij Partizan speelde hij in Groningen de sterren van de hemel in een spectaculaire wedstrijd, die door Groningen met 4-3 gewonnen werd. In de terugwedstrijd kon FC Groningen het echter niet redden.
Het seizoen 1990/91 was het meest succesvolle seizoen tot nu toe van FC Groningen. Met spelers als Henny Meijer, Claus Boekweg, Jan van Dijk, Patrick Lodewijks en Mart van Duren eindigde de club het competitiejaar op de derde plaats. Na dat seizoen ging het echter bergafwaarts met de prestaties van de club en in seizoen 1997/98 degradeerde Groningen na achttien jaar op het hoogste niveau te hebben gespeeld. Twee jaar later promoveerde FC Groningen weer terug naar de eredivisie.

### Van handhaving naar subtopper onder Jans (2002–2010)
Op 22 oktober 2002 volgde Ron Jans de ontslagen Dwight Lodeweges op als trainer van FC Groningen. Bij het aantreden van Jans speelde FC Groningen in de eredivisie, maar bungelde het onderaan de ranglijst. Vanaf het seizoen 2004/05 wist Jans met Groningen de weg naar boven te vinden. Tot en met 2005 speelde FC Groningen zijn wedstrijden in het Oosterparkstadion in de Oosterparkwijk. Op 7 januari 2006 werd de Euroborg, het nieuwe stadion, geopend met een testwedstrijd tegen BV Veendam. De Euroborg droeg later de naam van diverse sponsoren (o.a. Nordlease stadion en Hitachi Capital Mobility Stadion) maar bleef in de volksmond altijd Euroborg heten. Deze werd door FC Groningen met 5-0 gewonnen. De tweede wedstrijd die in het stadion werd gespeeld was de officiële feestelijke opening tegen sc Heerenveen en werd met 2-0 gewonnen.
Hetzelfde seizoen (2005/06) werd FC Groningen vijfde en wist zich te kwalificeren voor de UEFA Cup voor het seizoen 2006/07. In de UEFA Cup werd FC Groningen gekoppeld aan Partizan Belgrado. De eerste wedstrijd in Belgrado werd met 4-2 verloren. In de thuiswedstrijd werd vervolgens met 1-0 gewonnen. De 1-0 was niet genoeg voor de groepsfase van de UEFA Cup. Ook in het seizoen daarna wist FC Groningen zich te plaatsen voor Europees voetbal maar na twee wedstrijden tegen Fiorentina wist het de groepsfase niet te bereiken. Wel wist FC Groningen in Florence een strafschoppenserie af te dwingen.
In de seizoenen hierna heeft Groningen stabiel gevoetbald, mede door het beleid van Ron Jans, die voor hij aan zijn baan bij Groningen begon, nog nooit eerder hoofdtrainer was geweest in het betaalde voetbal. Door Jans was Groningen een stabiele middenmoter geworden. Op 23 oktober 2008 was Ron Jans officieel de langstzittende trainer van FC Groningen . Theo Verlangen was tot dan toe de langstzittende trainer. Hij was zes jaar trainer van FC Groningen, van 1 juli 1977 tot 30 juni 1983. Op 11 november 2009 gaf Jans echter te kennen zijn contract niet te zullen verlengen, omdat hij toe was aan een nieuwe ervaring.

### Stabiele middenmoter en winnen van de beker (2010–2019)
In 2010 werd Pieter Huistra aangesteld als nieuwe hoofdcoach van FC Groningen. Onder Huistra beleefde Groningen de beste eerste seizoenshelft in de geschiedenis van de club. Na negentien speelronden ging Groningen de winterstop in op een derde plaats met 37 punten. Onder Huistra werd FC Groningen bekend als een voor eigen publiek lastig te bespelen tegenstander. In tien thuiswedstrijden werd er slechts eenmaal gelijk gespeeld. Alle andere wedstrijden werden gewonnen en Groningen stond halverwege het seizoen in de top van de Eredivisie. Na de winterstop volgde echter een moeilijke periode waarin een einde kwam aan de goede reeks thuiswedstrijden. Uiteindelijk behaalde FC Groningen de play-offs, die het niet wist te winnen.
In het seizoen 2011/12 werd er slecht gestart. FC Groningen wist in de eerste wedstrijden wel te scoren, maar gaf in de tweede helft de winst vaak weg. Op de laatste dag van de transferperiode, 31 augustus 2011, werd Tim Matavž verkocht aan PSV. FC Groningen moest noodgedwongen snel een vervanger vinden en trok David Texeira aan. Op 11 oktober 2011 gaf directeur Nijland aan binnen vijf jaar de begroting te willen opschroeven naar 25 miljoen. FC Groningen presteerde thuis goed tegen de grotere clubs. Zo werd er met 1-0 gewonnen van Ajax, werd met 1-1 gelijkgespeeld tegen FC Twente en boekte het tegen Feyenoord een 6-0 overwinning. Op 20 november 2011 speelde FC Groningen het 100ste reguliere Eredivisie-duel in de Euroborg; de wedstrijd tegen VVV-Venlo werd met 2-1 gewonnen. In de tweede seizoenshelft kon de lijn niet worden doorgetrokken en het seizoen kende een slecht vervolg. Zo behaalde de club de minste competitiepunten van alle eredivisionisten en eindigde op een teleurstellende 14de plaats in de eredivisie. Als gevolg hiervan werd Huistra op 10 mei 2012 ontslagen als coach. Op 23 mei 2012 werd bekend dat Robert Maaskant de nieuwe trainer zou worden. Het seizoen onder trainer Maaskant werd getypeerd door kleine relletjes en opstootjes binnen en rondom de club. Op 11 maart werd naar buiten gebracht dat Maaskant na één seizoen alweer zou vertrekken. Op 4 april werd bekendgemaakt dat assistent-trainer Erwin van de Looi zijn taken ging overnemen, met ingang van het seizoen 2013/14.
Het seizoen onder bewind van Van de Looi begon voortvarend en kende daarna een mindere fase. De eindfase van de competitie was echter zeer succesvol. Het seizoen werd met zes competitie-overwinningen op rij afgesloten waardoor Groningen een clubrecord boekte en op de zevende plek eindigde. Hierdoor kon het meedoen aan de play-offs voor Europees voetbal. In de eerste wedstrijden werd er thuis (1-0) en uit (1-4) afgerekend met Vitesse, waarna het in de finale AZ trof. In Alkmaar werd er niet gescoord, thuis werd er met 3-0 gewonnen. Europees voetbal werd gehaald en het eerste seizoen onder Van de Looi was een succes.
Ook het seizoen daarop was succesvol: FC Groningen won, opnieuw onder leiding van Erwin van de Looi, voor het eerst een prijs in de clubhistorie: de KNVB Beker werd veroverd, dankzij een 2-0 overwinning op PEC Zwolle. Hierdoor verzekerden de Groningers zich van deelname aan de poulefase van de UEFA Europa League in het seizoen 2015/16.
Trainer Erwin van de Looi besluit om na het seizoen 2015/16 te stoppen als trainer. Hij zal vanaf 2016/17 worden opgevolgd door Ernest Faber. Hij tekende een contract voor twee seizoenen. In december 2014 besloot de KNVB tot herinvoering van de Tweede Divisie vanaf het seizoen 2016/17. In deze eerste hernieuwde jaargang spelen de top zeven van beide Topklassen en vier beloftenteams van profclubs uit de Beloftencompetitie. In 2016 plaatste Jong Groningen zich voor de Derde Divisie.
In januari 2018 geeft Faber aan dat hij na het seizoen niet verder gaat als trainer van FC Groningen. In februari wordt bekendgemaakt dat Danny Buijs (tevens oud speler van de club) vanaf het seizoen 2018/19 de nieuwe trainer zal worden. Hij komt over van Kozakken Boys dat speelt in de Tweede Divisie. Buijs ondertekende een contract voor twee seizoenen.
Het seizoen 2018/19, het eerste seizoen onder leiding van Danny Buijs, begon dramatisch, in de winterstop stond de club met vijftien punten op de vijftiende plaats in de Eredivisie en was het al in de eerste ronde van de KNVB Beker uitgeschakeld door FC Twente. In de winterse transferperiode trof technisch manager Ron Jans maatregelen, hij haalde zes nieuwe spelers naar de club, nooit eerder haalde FC Groningen zoveel spelers binnen in de winterstop. Deze versterkingen brachten in de tweede seizoenshelft wat er van hen verwacht werd, er werden na de winter maar liefst 40 punten behaald, hierdoor werd de achtste plaats in de Eredivisie bereikt en mocht het team meedoen aan de play-offs voor Europees voetbal. In de play-offs werden de Groningers in de eerste ronde uitgeschakeld door Vitesse.

### Een nieuw tijdperk na vertrek Nijland (2019–heden)
Op maandag 12 november 2018 kondigde Hans Nijland aan dat hij aan het eind van het lopende seizoen na 23 jaar zijn functie als algemeen directeur neerlegt, hij was op dat moment de langst zittende directeur in het Nederlandse betaalde voetbal. Nijland stelde dat de functie hem te veel energie kostte en dat het tijd was voor een frisse wind. Op 17 december maakte ook Ron Jans bekend te stoppen bij de club, hij stelde zich niet op zijn gemak te voelen in de functie van technisch manager. De raad van Raad van Commissarissen stelde een speciale selectiecommissie aan om opvolgers te vinden voor beide functies, deze commissie stond onder leiding van Erik Mulder. Voor de functie van algemeen directeur werd uit een ‘long list’ van vijftig kandidaten Wouter Gudde voorgedragen, hij was sinds 2014 commercieel directeur bij Excelsior. In plaats van te zoeken naar een nieuwe technisch manager zocht de commissie naar een technisch directeur, dit betekende een verandering in het bestuursorgaan. Voor deze functie werd uiteindelijk Mark-Jan Fledderus aangesteld, hij was tot dat moment technisch manager bij Heracles Almelo en is tevens oud speler van FC Groningen.
Vanaf het seizoen 2019/20 trekt men het beloften elftal terug uit de Derde divisie en daarmee ook uit de voetbalpiramide. De reden hiervoor waren de strengere dispensatieregels, waardoor minder spelers uit de eerste selectie minuten konden maken in dit elftal, en de komst van een landelijke onder-21 competitie het jaar daarna. Het beloftenelftal gaat deelnemen aan de Reservecompetitie.
In november 2019 werd bekend dat Robert Klaver na zeven jaar als commercieel manager zou gaan vertrekken bij de club, de aanleiding hiervoor was een verschil van inzicht met de nieuwe beleidsbepalers. Later die maand werd bekend dat Marc-Jan Oldenbandringh ter vervanging van Klaver toe trad tot de directie als operationeel directeur, Wouter Gudde nam een deel van de taken van Klaver over.
De directie, onder leiding van Gudde, presenteerde op 12 januari 2020 het beleidsplan 'Samen naar de Grote Markt' waarin het beschrijft hoe het de komende jaren in alle opzichten wil groeien en door groter te worden Europees voetbal wil realiseren. De Raad van Commissarissen toonde zich al snel tevreden over het functioneren van Gudde en zijn manier van leiding geven. Zijn contract werd op 31 maart 2021 al verlengd tot medio 2026. Na afloop van het seizoen werd ook het contract van technisch directeur Mark-Jan Fledderus verlengd tot medio 2026. Op 3 februari 2023 zijn technisch directeur Mark-Jan Fledderus en FC Groningen vroegtijdig uit elkaar gegaan. Op 7 mei 2023 degradeerde FC Groningen voor het eerst sinds 1998, naar de Keuken Kampioen Divisie. Onder leiding van de van FC Emmen overgekomen Dick Lukkien eindigde FC Groningen door een overwinning op directe concurrent Roda JC in de laatste speelronde als nummer twee in de Keuken Kampioen Divisie, waardoor het direct terugkeerde op het hoogste niveau.

## Erelijst

### Grote toernooien
| Competitie           | Winnaar | Winnaar | Runner-up | Runner-up                          |
| Competitie           | Aantal  | Jaren   | Aantal    | Jaren                              |
| -------------------- | ------- | ------- | --------- | ---------------------------------- |
| Nationaal            |         |         |           |                                    |
| KNVB beker           | 1×      | 2014/15 | 1×        | 1988/89                            |
| Johan Cruijff Schaal | -       | -       | 1×        | 2015                               |
| Eerste divisie       | 1×      | 1979/80 | 4×        | 1974/75, 1978/79, 1998/99, 2023/24 |

### Kleinere toernooien
(sinds 1971)
- Maritiem Toernooi: winnaar: 1982, 1983, 2005.
- Polar Cup: winnaar: 2006, 2008.

## Clubcultuur

### Logo

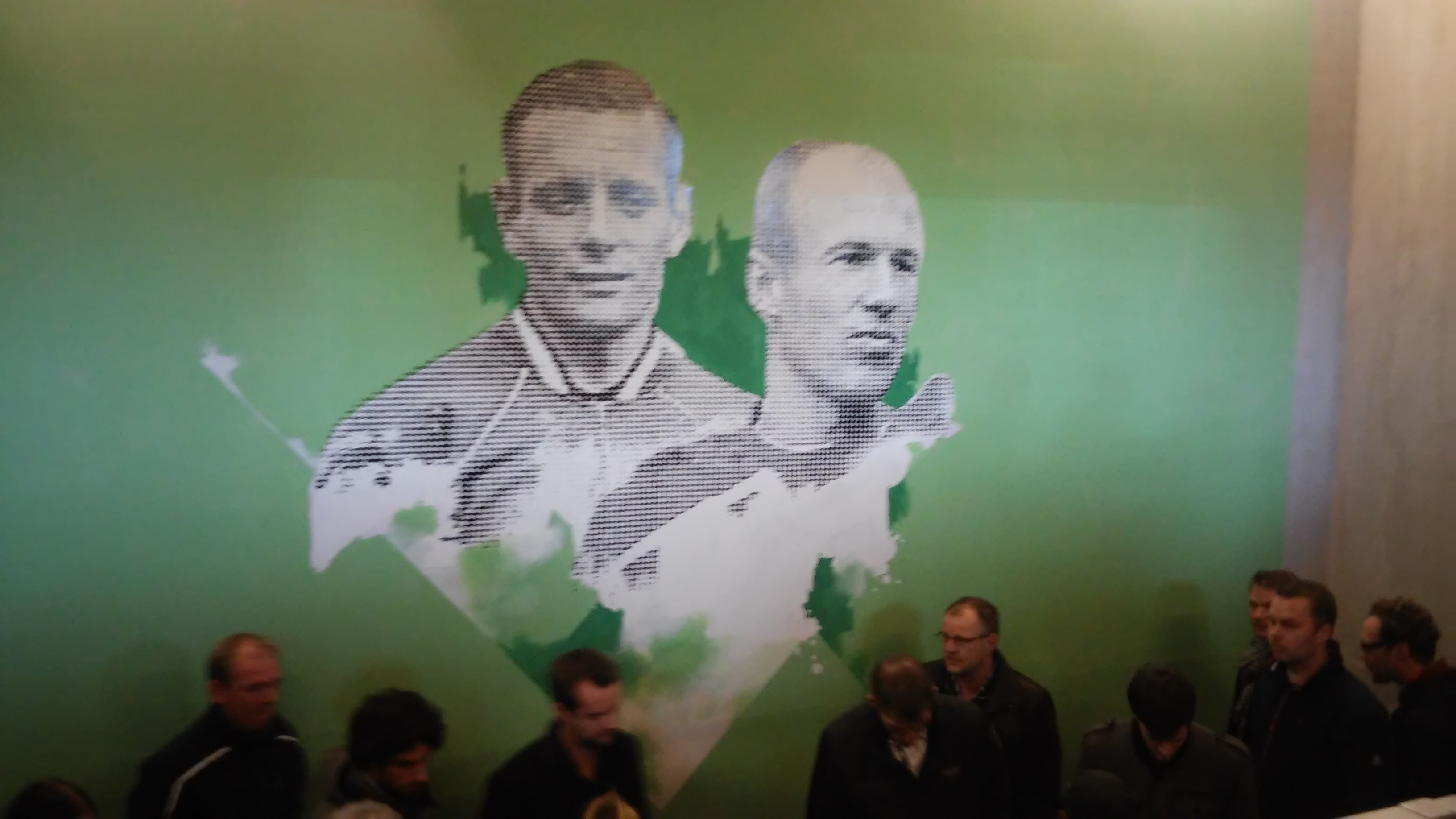
Muurschilderingen van Fransen en Robben in het NoordLease Stadion

Toen GVAV in 1971 FC Groningen werd, kwam er ook een nieuw logo. Er werd aan de supporters gevraagd om ideeën en suggesties in te zenden. Uiteindelijk deden er zo'n 600 deelnemers mee en kon er gekozen worden uit meer dan 1000 ontwerpen. Het resultaat was dat het blauw-witte tenue werd ingeruild voor een groen-wit tenue. De creatie van Reint Rozema werd uiteindelijk gekozen als beste ontwerp. Rozema had de letter G van Groningen terug laten komen in het logo, de letter G doet denken aan het hexagon op een voetbal. In het eerste seizoen stond de letter G in het logo op de achtergrond afgebeeld, met op de voorgrond een Pegasus en daaronder de clubnaam. Door onder andere klachten van supporters werd het paard al snel verwijderd. Sindsdien bestaat het huidige logo met de groene cirkel.

### Clublied
Laat Ons Weer Eens Juichen! is de titel van het clublied. Het origineel is geschreven door De Specials in 1974.

### Mascotte
De officiële mascotte van FC Groningen is de ijsbeer Groby. Groby is elke thuiswedstrijd aanwezig op het veld van het stadion waar hij het publiek begroet. Hij draagt achterop zijn shirt nummer 71 omdat FC Groningen in 1971 is opgericht.

### Open dag
Elk jaar wordt in en rond het stadion een open dag gehouden om het seizoen te openen. Hoogtepunt van de open dag is de spelerspresentatie op het hoofdveld van FC Groningen. Daarnaast zijn er op het terrein rond het stadion diverse stands, optredens en clinics. Op de open dag van 2011 kwamen zo'n 25.000 mensen af.

### Muziek tijdens thuiswedstrijden
Bij alle thuiswedstrijden van FC Groningen keert een aantal nummers terug:
| Vaste nummers bij thuiswedstrijden | Vaste nummers bij thuiswedstrijden | Vaste nummers bij thuiswedstrijden | Vaste nummers bij thuiswedstrijden       |
| ---------------------------------- | ---------------------------------- | ---------------------------------- | ---------------------------------------- |
| Opkomst warming-up:                | Soca Boys - El Tropican            | Einde warming-up:                  | Bryan Adams - We're gonna win            |
| Tijdens opstelling:                | Van McCoy - African Symphony       | Voor opkomst spelers:              | Mark Vayne, Clockartz - Green White Army |
| Voor opkomst spelers:              | Drumm Boys - Ritmo de Loco's       | Tijdens opkomst spelers:           | Laat Ons Weer Eens Juichen (Clublied)    |
| Bij een doelpunt:                  | Pé en Rinus - Grönnens Laid        | In de pauze tijdens Shoot-Out:     | The Soup - Hmhmhm                        |
| Begin tweede helft:                | DJ Goldfinger - Koning Voetbal     | Einde wedstrijd:                   | Pé en Rinus- Carnaval in 't Noorden      |

### Tenue
Vanaf het moment dat GVAV FC Groningen werd, kwam er ook een nieuw tenue die de kleuren van de stad bevatten, groen en wit. Door de jaren heen heeft de club verschillende tenues gehad, maar men speelt al sinds het seizoen 1991/92 in het huidige thuistenue. Het thuistenue bestaat uit een wit shirt met twee verticaal lopende groene strepen, een witte broek en witte sokken. Sinds 2015 ligt het ontwerp van dit tenue vast in het ‘Gouden Aandeel’ wat de club overeen is gekomen met supporterscollectief, het is een van de kernwaarden die er voor moeten zorgen dat de cultuur van de club altijd gewaarborgd blijft. Het uittenue wisselt per seizoen. Door de jaren heen is de club ook meerdere malen gewisseld van kleding en shirtsponsor.
| Periode    | Kledingsponsor | Shirtsponsor      |
| ---------- | -------------- | ----------------- |
| 1971-1976  | Geen           | Geen              |
| 1976-1982  | Adidas         | Geen              |
| 1982-1984  | Robey          | AGO               |
| 1984-1985  | Robey          | AEGON             |
| 1985-1987  | PUMA           | AEGON             |
| 1987-1996  | PUMA           | Pioneer           |
| 1996-1999  | PUMA           | Anoz              |
| 1999-2000  | Umbro          | Anoz              |
| 2000-2002  | Umbro          | Idee voor vakwerk |
| 2002-2003  | Umbro          | Beaufort          |
| 2003-2007  | Umbro          | Centric           |
| 2007-2008  | Umbro          | Noordlease        |
| 2008-2011  | Klupp          | Noordlease        |
| 2011-2014  | Klupp          | Essent            |
| 2014-2015  | Masita1        | Essent            |
| 2015-2017  | Robey          | Essent            |
| 2017-2019  | PUMA           | Payt              |
| 2019-2021  | PUMA           | Office Centre     |
| 2021-2022  | Robey          | Office Centre     |
| 2022-2025  | Robey          | OG Clean Fuels    |
| 2025-heden | Robey          | Autokan           |

1 Vanwege het faillissement van Masita werd de bekerfinale op 3 mei gespeeld in de nieuwe Robey uittenues van het seizoen daarop.

## Supporters

### Toeschouwersaantal gemiddeld per wedstrijd
Een overzicht van het aantal toeschouwers gemiddeld per wedstrijd vanaf het seizoen 2000/01:
| 11.696 |

| 12.210 |

| 12.004 |

| 11.998 |

| 11.915 |

| 15.258# |

| 19.240 |

| 19.367 |

| 21.898 |

| 21.831 |

| 21.978 |

| 22.032 |

| 21.124 |

| 19.879 |

| 20.193 |

| 21.067 |

| 19.535 |

| 18.623 |

| 18.157 |

| 17.986 |

| 356* |

| 10.576* |

| 15.988 |

| 20.291 |

| 22.241 |

| Stadion Oosterpark | Euroborg | #Beide stadions |

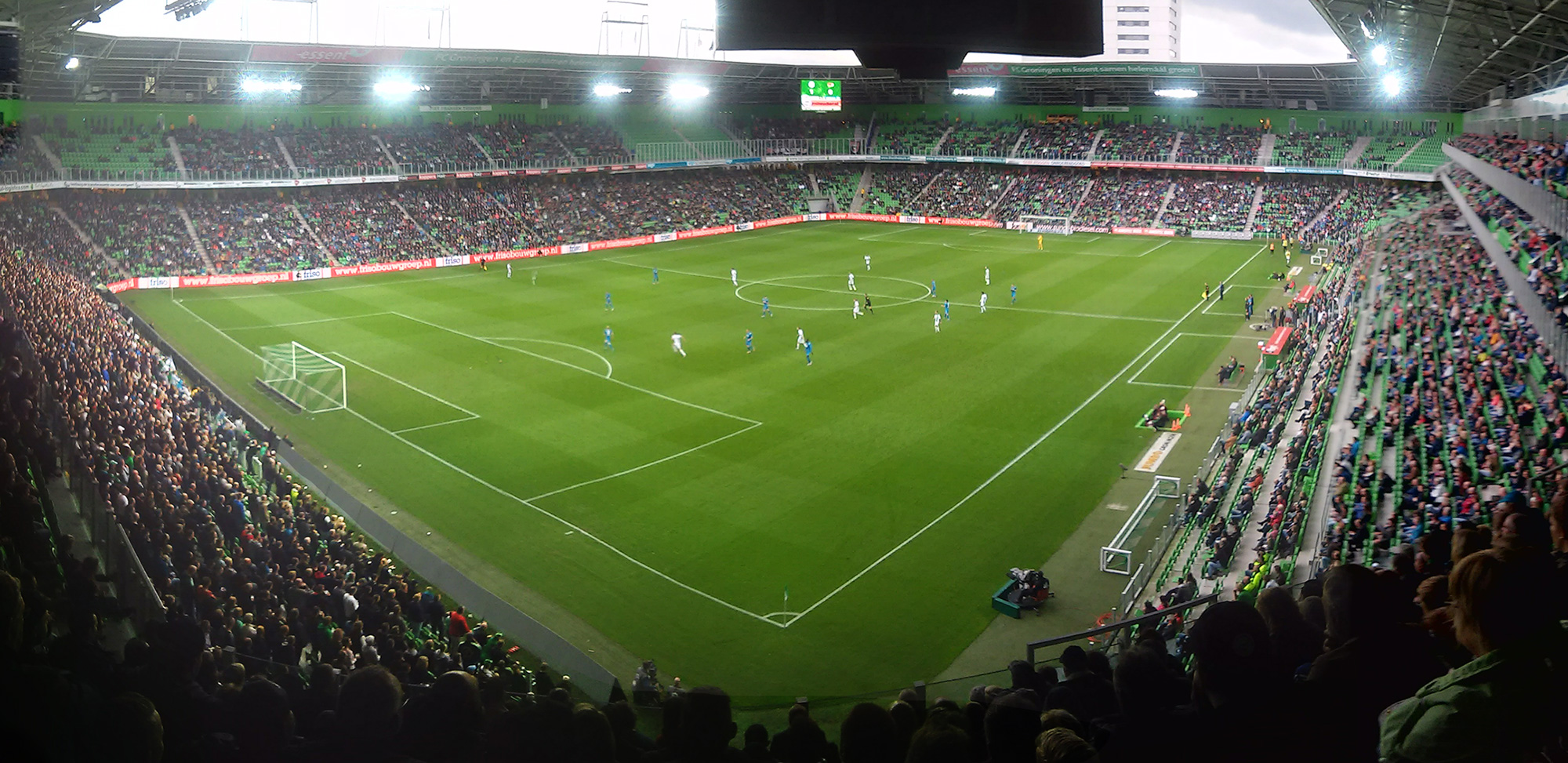
Euroborg tijdens een wedstrijd (2015)

*Vanwege de coronacrisis moest FC Groningen in de seizoenen 20/21 en 21/22 een groot deel van de wedstrijden zonder publiek spelen. 

### Z-side

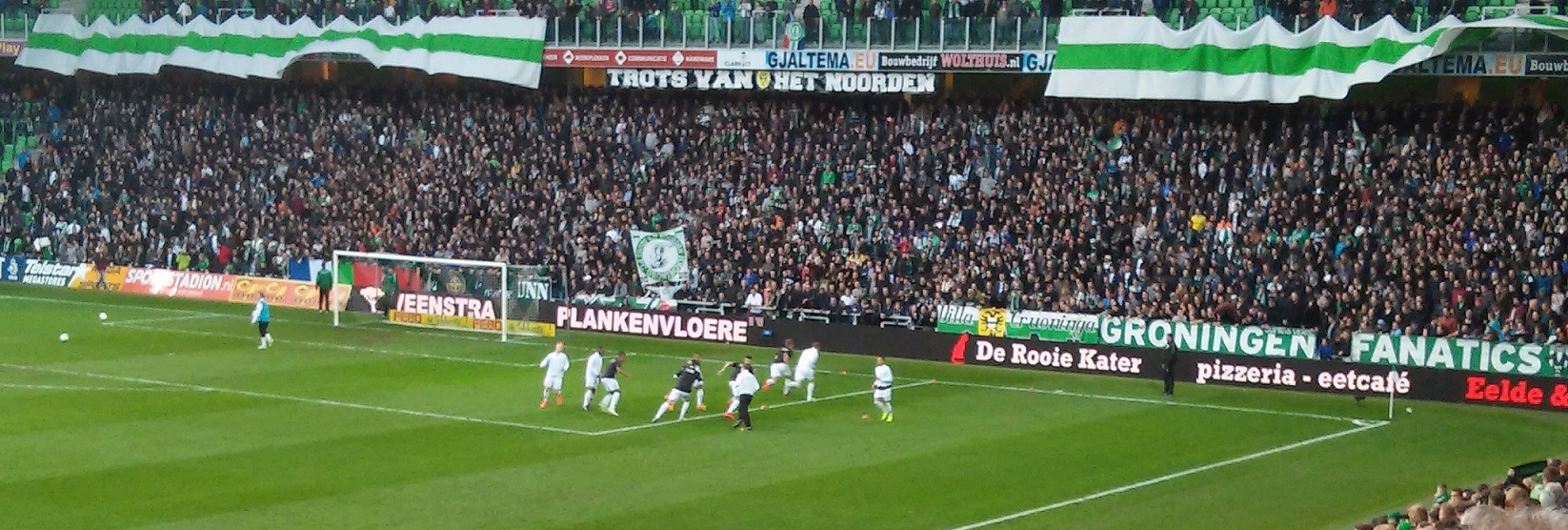
Z-side achter het doel in Euroborg (2015)

Supportersvereniging Z-side Groningen (kortweg Z-side) is de harde kern van de FC Groningen-supporters.
De Z-side is eind jaren 70 / begin jaren 80 opgericht en is voor zover bekend de eerste fanatieke aanhang van FC Groningen. De vereniging is vernoemd naar de tribune aan de kant van de Zaagmuldersweg, waaraan het voormalige Oosterparkstadion lag, en waar zich in de jaren 80 en 90 een grote groep fanatieke supporters verzamelde om hun club aan te moedigen.
In het Oosterpark was de aanwezigheid van de Z-side achter het doel bijna niet weg te denken. Naast de ondersteuning voor de club en de spelers was er ook veel onenigheid. De woordenwisselingen die de Z-side had waren meestal met het bestuur en de lokale media. Onvrede die ontstond over bepaalde besluiten van het bestuur of berichten in het nieuws met een negatieve lading hadden soms als gevolg dat leden van de Z-side pamfletten met teksten gingen verspreiden of spandoeken maakten. In 1982 werd er in het voormalige Oosterparkstadion een kooi achter het doel geplaatst die ervoor moest zorgen dat participanten en leden van de Z-side zich beter zouden gaan gedragen. In de media staat de Z-side bekend als een fanatieke aanhang. Pé Daalemmer & Rooie Rinus hebben er in 1983 het Z-side-lied over geschreven.

#### Groningen Fanatics
Van 2003 tot 2017 bestond er naast de Z-side nog een tweede groep fanatieke aanhangers, die zichzelf Groningen Fanatics noemden, ontstaan op 2 maart 2003 als afsplitsing van de Supportersvereniging FC Groningen. Aan het begin van het seizoen 2008/09 heeft deze groep zich georganiseerd in de vorm van een stichting. In de Euroborg stonden de Z-side en de Groningen Fanatics bij elkaar op de Tonny van Leeuwen Tribune, ook wel Noordcurve genoemd, omdat de tribune zich bevindt aan de Noordkant van het stadion.
De groep hief zichzelf in januari 2017 op. De reden hiervoor was dat op zondag 22 januari het groepsdoek werd gestolen nadat een supporter met het doek op weg was naar huis en onderweg werd aangevallen door acht supporters van rivaal sc Heerenveen. Het verliezen van het groepsdoek wordt onder fanatieke voetbalsupporters als een vernedering gezien en daarbij geldt de ongeschreven regel dat je je vereniging na dit verlies dient op te heffen.

#### Ultras Cruoninga
Na de opheffing van de Groningen Fanatics werd de sfeer in het stadion al snel anders. Daarom werd er in augustus 2017 een nieuwe supportersgroep opgericht: de Ultras Cruoninga. Deze groep staat net als voorheen de Groningen Fanatics bij de Z-side op de Tonny van Leeuwen tribune. De groep bevindt zich op de bovenste helft van vak F, tegen vak E aan. Bij de oprichting van de nieuwe groep werd ook de naam Noordtribune Groningen in het leven geroepen. Deze naam moet zorgen voor meer saamhorigheid op de tribune en wordt ondersteund door onder andere de supportersvereniging, het Supporterscollectief & FC Groningen.
De naam van de groep is een verwijzing naar de eerste schriftelijke vermelding van de stad Groningen: Villa Cruoninga. In het logo is Carl von Rabenhaupt afgebeeld. Hij hielp de Groningers in 1672 zich te verdedigen tijdens het beleg van Groningen.

## Rivaliteit

### Rivaliteit met sc Heerenveen
De grootste rivaal van FC Groningen is sc Heerenveen. De wedstrijden tegen die club, ook wel de Derby van het Noorden genoemd, staan bekend als beladen. 

### Rivaliteit met FC Emmen
In FC Emmen heeft een andere rivaal in het noorden van het land. In verhouding tot de Derby van het Noorden zijn wedstrijden tegen FC Emmen een stuk minder beladen. De wedstrijden tegen die club staan ook wel bekend als de Hondsrugderby genoemd en draaien voornamelijk om het sportieve.

## Organisatie
FC Groningen is ondergebracht in een besloten vennootschap. Enig aandeelhouder is FC Groningen Beheer BV.
| Functie                 | Naam                    | Sinds                   |
| Raad van Commissarissen | Raad van Commissarissen | Raad van Commissarissen |
| ----------------------- | ----------------------- | ----------------------- |
| President-Commissaris   | Jakob Klompien          | 2023                    |
| Commissarissen          | Han Berger              | 2023                    |
| Commissarissen          | Jan Bas van Aalderen    | 2024                    |
| Commissarissen          | Bas Schrage             | 2020                    |
| Commissarissen          | Adriaan Stel            | 2023                    |
| Directie                |                         |                         |
| Technisch directeur     | Mo Allach               | 2025                    |
| Algemeen directeur      | Frank van Mosselveld    | 2024                    |
| Operationeel directeur  | Marc-Jan Oldenbandringh | 2019                    |
| Commercieel directeur   | Jordi Hillenga          | 2025                    |

Laatste update: 20 augustus 2025

## Eerste elftal

### Selectie
| Nr.           | Naam                  | Sinds      | Contract   | Vorige club       |
| Doelmannen    | Doelmannen            | Doelmannen | Doelmannen | Doelmannen        |
| ------------- | --------------------- | ---------- | ---------- | ----------------- |
| 1             | Etienne Vaessen       | 2024       | 2027       | RKC Waalwijk      |
| 13            | Lovro Stubljar        | 2025       | 2029       | Empoli FC         |
| 21            | Hidde Jurjus          | 2023       | 2026       | De Graafschap     |
| 24            | Dirk Baron            | 2023       | 2026       |                   |
| Verdedigers   |                       |            |            |                   |
| 2             | Wouter Prins          | 2023       | 2027       |                   |
| 3             | Thijmen Blokzijl      | 2023       | 2026       |                   |
| 4             | Dies Janse            | 2025       | huur       | Ajax              |
| 5             | Marco Rente           | 2023       | 2027       | Heracles Almelo   |
| 15            | Elvis van der Laan    | 2025       | 2028       | AIK               |
| 16            | Tyrique Mercera       | 2025       | 2029       | SC Cambuur        |
| 22            | Sven Bouland          | 2024       | 2027       |                   |
| 43            | Marvin Peersman       | 2023       | 2026       | Aris Thessaloniki |
| Middenvelders |                       |            |            |                   |
| 6             | Stije Resink          | 2024       | 2028       | Almere City FC    |
| 8             | Tika de Jonge         | 2023       | 2028       |                   |
| 14            | Jorg Schreuders       | 2023       | 2027       |                   |
| 17            | David van der Werff   | 2024       | 2029       |                   |
| 20            | Mats Seuntjens        | 2025       | 2026       | CD Castellón      |
| Aanvallers    |                       |            |            |                   |
| 9             | Brynjólfur Willumsson | 2024       | 2027       | Kristiansund      |
| 10            | Younes Taha           | 2025       | huur       | FC Twente         |
| 11            | Noam Emeran           | 2023       | 2027       | Manchester United |
| 19            | Oskar Zawada          | 2025       | 2028       | RKC Waalwijk      |
| 23            | Fofin Turay           | 2023       |            |                   |
| 26            | Thom van Bergen       | 2023       | 2026       |                   |
| 27            | Rui Mendes            | 2024       | 2027       | FC Emmen          |

Laatste update: 19 augustus 2025

### Staf
| Functie            | Naam            | Sinds | Contract | Vorige club   |
| ------------------ | --------------- | ----- | -------- | ------------- |
| Hoofdtrainer       | Dick Lukkien    | 2023  | 2026     | FC Emmen      |
| Assistent-trainers | Casper Goedkoop | 2023  | 2026     | FC Emmen      |
| Assistent-trainers | Mischa Visser   | 2025  | 2026     | Nederland –19 |
| Keeperstrainer     | John Vos        | 2023  | 2026     | FC Den Bosch  |
| Teammanager        | Joost Kooistra  | 2024  |          |               |

Laatste update: 5 juni 2025

## Overzichtslijsten
Overzichtslijsten van de tijd van GVAV, dus van voor 1971, zijn te vinden op: GVAV.

### Competitieresultaten
- 1972 12e
Eredivisie
- 1973 13e
Eredivisie
- 1974 18e
Eredivisie
- 1975 2e
Eerste divisie
- 1976 4e
Eerste divisie
- 1977 8e
Eerste divisie
- 1978 6e
Eerste divisie
- 1979 2e
Eerste divisie
- 1980 1e
Eerste divisie
- 1981 15e
Eredivisie
- 1982 7e
Eredivisie
- 1983 5e
Eredivisie
- 1984 7e
Eredivisie
- 1985 5e
Eredivisie
- 1986 4e
Eredivisie
- 1987 13e
Eredivisie
- 1988 11e
Eredivisie
- 1989 6e
Eredivisie
- 1990 9e
Eredivisie
- 1991 3e
Eredivisie
- 1992 5e
Eredivisie
- 1993 12e
Eredivisie
- 1994 14e
Eredivisie
- 1995 13e
Eredivisie
- 1996 9e
Eredivisie
- 1997 10e
Eredivisie
- 1998 17e
Eredivisie
- 1999 2e
Eerste divisie
- 2000 3e
Eerste divisie
- 2001 14e
Eredivisie
- 2002 15e
Eredivisie
- 2003 15e
Eredivisie
- 2004 13e
Eredivisie
- 2005 12e
Eredivisie
- 2006 5e (3e)
Eredivisie
- 2007 8e (6e)
Eredivisie
- 2008 7e (8e)
Eredivisie
- 2009 6e (7e)
Eredivisie
- 2010 8e (9e)
Eredivisie
- 2011 5e (6e)
Eredivisie
- 2012 14e
Eredivisie
- 2013 7e
Eredivisie
- 2014 7e (5e)
Eredivisie
- 2015 8e
Eredivisie
- 2016 7e
Eredivisie
- 2017 8e
Eredivisie
- 2018 12e
Eredivisie
- 2019 8e
Eredivisie
- 2020 9e
Eredivisie
- 2021 7e
Eredivisie
- 2022 12e
Eredivisie
- 2023 18e
Eredivisie
- 2024 2e
Eerste divisie
- 2025 13e
Eredivisie

In elke staaf van de grafiek staat van boven naar beneden vermeld: 
- Eindnotering

Dit is de positie die de club heeft bereikt in de competitie, zonder eventuele beslissings-, play-off- of nacompetitiewedstrijden die nodig zijn geweest om bijvoorbeeld de kampioen van de competitie te bepalen.
Indien een * achter het getal staat is de notering een tussenstand en kan het zijn dat de notering niet overeenkomt met de uiteindelijke eindstand van de competitie.
Staat er een - dan is het seizoen nog bezig en is er geen definitieve uitslag bekend.
Staat er xx op de positie van de notering, dan heeft de club vroegtijdig de competitie verlaten. Dit kan onder andere komen door terugtrekking van het team, faillissement van de club of door een uitgedeelde straf van de KNVB. In veel gevallen staat elders in het artikel de reden vermeld.
Staat er een ? dan is het resultaat uit het verleden onbekend, en is alleen de competitie of het niveau bekend van dat seizoen.
In de seizoenen 2019/20 en 2020/21 werd wegens de coronacrisis het amateurvoetbal afgebroken. Daardoor kennen deze staven geen eindklassering (middels -- weergegeven).
- Competitieniveau en afdelingsletter of Officiële eindstand Eredivisie
  - Competitieniveau en afdelingsletter

Hierbij geeft het getal het niveau weer, dat ook terug te vinden is in de legenda. De letter is de afdelingsaanduiding en wordt gebruikt wanneer er meer afdelingen zijn op hetzelfde niveau. De afdelingsletter is altijd een hoofdletter en wordt meestal zonder nummer gebruikt.
Voorbeeld: 2F is niveau 2e klasse competitie F.
Het competitieniveau en nummer wordt niet vermeld wanneer er slechts één competitie van dit niveau was.
  - Officiële eindstand Eredivisie (getal staat tussen haakjes vermeld)

Sinds de introductie van play-offwedstrijden voor Europees voetbal na afloop van de reguliere competitie in 2005/06, is de KNVB verplicht een eindstand van de Eredivisie door te geven aan de UEFA aan de hand van deze play-offwedstrijden.
Bij deze eindstand staan clubs die zich hebben gekwalificeerd voor Europees voetbal hoger dan clubs die zich niet wisten te kwalificeren. Indien er geen verschil was tussen de eindnotering en de officiële eindstand, staat dit getal niet vermeld.

- Onderafdeling

Hier staat afgekort de naam van de onderafdeling indien de club in dat jaar in een onderafdeling uitkwam. Tevens staat deze afkorting in de legenda en wordt gelinkt naar het artikel over deze onderafdeling. Deze afkorting wordt alleen vermeld wanneer de club in het verleden in verschillende onderafdelingen heeft gespeeld. Deze vermelding is in de staaf altijd in kleine letters. Deze onderafdelingen zijn na het seizoen 1995/96 afgeschaft. Heeft de club in slechts één onderafdeling gespeeld, dan is dit alleen terug te vinden in de legenda.
Onder de staaf staat het jaartal vermeld waarin het seizoen is afgesloten. 15 verwijst naar het seizoen 2014/15 of eventueel het seizoen 1914/15.
Wanneer een staaf leeg is, zijn deze gegevens niet bekend. Het kan ook zijn dat de club dat seizoen niet heeft meegespeeld op het hogere amateurniveau, vroegtijdig de competitie heeft verlaten of uit de competitie is gezet.

In het seizoen 1944/45 was er wegens de Tweede Wereldoorlog geen regulier competitievoetbal.
- Eredivisie
- Eerste divisie

#### Competitieresultaten Jong FC Groningen
Na drie seizoen in de voetbalpiramide te hebben gespeeld, werd het team voor het seizoen 2019/20 hieruit teruggetrokken en is het aangemeld voor de landelijke reservecompetitie.
- 2017 8e
Derde divisie
- 2018 5e
Derde divisie
- 2019 5e
Derde divisie

In elke staaf van de grafiek staat van boven naar beneden vermeld: 
- Eindnotering

Dit is de positie die de club heeft bereikt in de competitie, zonder eventuele beslissings-, play-off- of nacompetitiewedstrijden die nodig zijn geweest om bijvoorbeeld de kampioen van de competitie te bepalen.
Indien een * achter het getal staat is de notering een tussenstand en kan het zijn dat de notering niet overeenkomt met de uiteindelijke eindstand van de competitie.
Staat er een - dan is het seizoen nog bezig en is er geen definitieve uitslag bekend.
Staat er xx op de positie van de notering, dan heeft de club vroegtijdig de competitie verlaten. Dit kan onder andere komen door terugtrekking van het team, faillissement van de club of door een uitgedeelde straf van de KNVB. In veel gevallen staat elders in het artikel de reden vermeld.
Staat er een ? dan is het resultaat uit het verleden onbekend, en is alleen de competitie of het niveau bekend van dat seizoen.
In de seizoenen 2019/20 en 2020/21 werd wegens de coronacrisis het amateurvoetbal afgebroken. Daardoor kennen deze staven geen eindklassering (middels -- weergegeven).
- Competitieniveau en afdelingsletter of Officiële eindstand Eredivisie
  - Competitieniveau en afdelingsletter

Hierbij geeft het getal het niveau weer, dat ook terug te vinden is in de legenda. De letter is de afdelingsaanduiding en wordt gebruikt wanneer er meer afdelingen zijn op hetzelfde niveau. De afdelingsletter is altijd een hoofdletter en wordt meestal zonder nummer gebruikt.
Voorbeeld: 2F is niveau 2e klasse competitie F.
Het competitieniveau en nummer wordt niet vermeld wanneer er slechts één competitie van dit niveau was.
  - Officiële eindstand Eredivisie (getal staat tussen haakjes vermeld)

Sinds de introductie van play-offwedstrijden voor Europees voetbal na afloop van de reguliere competitie in 2005/06, is de KNVB verplicht een eindstand van de Eredivisie door te geven aan de UEFA aan de hand van deze play-offwedstrijden.
Bij deze eindstand staan clubs die zich hebben gekwalificeerd voor Europees voetbal hoger dan clubs die zich niet wisten te kwalificeren. Indien er geen verschil was tussen de eindnotering en de officiële eindstand, staat dit getal niet vermeld.

- Onderafdeling

Hier staat afgekort de naam van de onderafdeling indien de club in dat jaar in een onderafdeling uitkwam. Tevens staat deze afkorting in de legenda en wordt gelinkt naar het artikel over deze onderafdeling. Deze afkorting wordt alleen vermeld wanneer de club in het verleden in verschillende onderafdelingen heeft gespeeld. Deze vermelding is in de staaf altijd in kleine letters. Deze onderafdelingen zijn na het seizoen 1995/96 afgeschaft. Heeft de club in slechts één onderafdeling gespeeld, dan is dit alleen terug te vinden in de legenda.
Onder de staaf staat het jaartal vermeld waarin het seizoen is afgesloten. 15 verwijst naar het seizoen 2014/15 of eventueel het seizoen 1914/15.
Wanneer een staaf leeg is, zijn deze gegevens niet bekend. Het kan ook zijn dat de club dat seizoen niet heeft meegespeeld op het hogere amateurniveau, vroegtijdig de competitie heeft verlaten of uit de competitie is gezet.

In het seizoen 1944/45 was er wegens de Tweede Wereldoorlog geen regulier competitievoetbal.
- Derde divisie

### Seizoensoverzichten
| Resultaten van FC Groningen sinds 1971 | Resultaten van FC Groningen sinds 1971 | Resultaten van FC Groningen sinds 1971 | Resultaten van FC Groningen sinds 1971 | Resultaten van FC Groningen sinds 1971 | Resultaten van FC Groningen sinds 1971 | Resultaten van FC Groningen sinds 1971 | Resultaten van FC Groningen sinds 1971 | Resultaten van FC Groningen sinds 1971 | Resultaten van FC Groningen sinds 1971 | Resultaten van FC Groningen sinds 1971 | Resultaten van FC Groningen sinds 1971 | Resultaten van FC Groningen sinds 1971                                                                        |
| Seizoen                                | Competitie                             | Competitie                             | Competitie                             | Competitie                             | Competitie                             | Competitie                             | Competitie                             | Competitie                             | Competitie                             | Kwalificatie                           | KNVB Beker                             | Bijzonderheid                                                                                                 |
| Seizoen                                | Divisie                                | GW                                     | W                                      | G                                      | V                                      | PNT                                    | DV                                     | DT                                     | POS                                    | Kwalificatie                           | KNVB Beker                             | Bijzonderheid                                                                                                 |
| -------------------------------------- | -------------------------------------- | -------------------------------------- | -------------------------------------- | -------------------------------------- | -------------------------------------- | -------------------------------------- | -------------------------------------- | -------------------------------------- | -------------------------------------- | -------------------------------------- | -------------------------------------- | --- |
| 1971/72                                | Eredivisie                             | 34                                     | 8                                      | 12                                     | 14                                     | 28                                     | 37                                     | 55                                     | 12e                                    | –                                      | 2e ronde                               | Afscheiding van amateurvereniging GVAV, verder onder FC Groningen                                             |
| 1972/73                                | Eredivisie                             | 34                                     | 7                                      | 13                                     | 14                                     | 27                                     | 37                                     | 61                                     | 13e                                    | –                                      | 2e ronde                               | |
| 1973/74                                | Eredivisie                             | 34                                     | 7                                      | 7                                      | 20                                     | 21                                     | 40                                     | 84                                     | 18e                                    | Rechtstreekse degradatie               | Kwartfinale                            | |
| 1974/75                                | Eerste divisie                         | 36                                     | 21                                     | 6                                      | 9                                      | 48                                     | 63                                     | 40                                     | 2e                                     | Nacompetitie                           | 3e ronde                               | Promotiewedstrijden tegen Eindhoven (1–0 & 1–4), PEC (0–1 & 3–1) en Vitesse (5–2 & 0–1)                       |
| 1975/76                                | Eerste divisie                         | 36                                     | 15                                     | 12                                     | 9                                      | 42                                     | 52                                     | 29                                     | 4e                                     | –                                      | 1e ronde                               | |
| 1976/77                                | Eerste divisie                         | 36                                     | 14                                     | 13                                     | 9                                      | 41                                     | 43                                     | 38                                     | 8e                                     | –                                      | Kwartfinale                            | |
| 1977/78                                | Eerste divisie                         | 36                                     | 18                                     | 7                                      | 11                                     | 43                                     | 61                                     | 41                                     | 6e                                     | Nacompetitie                           | 3e ronde                               | Promotiewedstrijden tegen Excelsior (1–1 & 0–1), MVV (1–0 & 1–1) en Wageningen (4–1 & 0–0)                    |
| 1978/79                                | Eerste divisie                         | 36                                     | 20                                     | 10                                     | 6                                      | 50                                     | 60                                     | 31                                     | 2e                                     | –                                      | 1e ronde                               | Promotiewedstrijden tegen Fortuna SC (0–0 & 0–2), Telstar (3–0 & 3–1) en Willem II (0–3 & 0–0)                |
| 1979/80                                | Eerste divisie                         | 36                                     | 25                                     | 7                                      | 4                                      | 57                                     | 79                                     | 21                                     | 1e                                     | Rechtstreekse promotie                 | 1e ronde                               | |
| 1980/81                                | Eredivisie                             | 34                                     | 8                                      | 9                                      | 17                                     | 25                                     | 49                                     | 72                                     | 15e                                    | –                                      | Kwartfinale                            | |
| 1981/82                                | Eredivisie                             | 34                                     | 14                                     | 9                                      | 11                                     | 37                                     | 68                                     | 58                                     | 7e                                     | –                                      | 1e ronde                               | |
| 1982/83                                | Eredivisie                             | 34                                     | 11                                     | 15                                     | 8                                      | 37                                     | 67                                     | 57                                     | 5e                                     | UEFA Cup                               | Kwartfinale                            | |
| 1983/84                                | Eredivisie                             | 34                                     | 14                                     | 9                                      | 11                                     | 37                                     | 64                                     | 51                                     | 7e                                     | –                                      | Halve finale                           | |
| 1984/85                                | Eredivisie                             | 34                                     | 15                                     | 11                                     | 8                                      | 41                                     | 57                                     | 43                                     | 6e                                     | –                                      | 1e ronde                               | |
| 1985/86                                | Eredivisie                             | 34                                     | 17                                     | 6                                      | 11                                     | 40                                     | 57                                     | 40                                     | 4e                                     | UEFA Cup                               | Kwartfinale                            | |
| 1986/87                                | Eredivisie                             | 34                                     | 9                                      | 12                                     | 13                                     | 30                                     | 43                                     | 43                                     | 13e                                    | –                                      | Halve finale                           | |
| 1987/88                                | Eredivisie                             | 34                                     | 13                                     | 6                                      | 15                                     | 32                                     | 54                                     | 52                                     | 11e                                    | UEFA Cup                               | 2e ronde                               | |
| 1988/89                                | Eredivisie                             | 34                                     | 14                                     | 8                                      | 12                                     | 36                                     | 62                                     | 51                                     | 6e                                     | Europacup II                           | Finalist                               | |
| 1989/90                                | Eredivisie                             | 34                                     | 10                                     | 15                                     | 9                                      | 35                                     | 50                                     | 46                                     | 9e                                     | –                                      | 3e ronde                               | |
| 1990/91                                | Eredivisie                             | 34                                     | 18                                     | 10                                     | 6                                      | 46                                     | 62                                     | 38                                     | 3e                                     | UEFA Cup                               | 3e ronde                               | |
| 1991/92                                | Eredivisie                             | 34                                     | 14                                     | 11                                     | 9                                      | 39                                     | 44                                     | 37                                     | 5e                                     | UEFA Cup                               | 4e ronde                               | |
| 1992/93                                | Eredivisie                             | 34                                     | 9                                      | 11                                     | 14                                     | 29                                     | 31                                     | 49                                     | 12e                                    | –                                      | Kwartfinale                            | |
| 1993/94                                | Eredivisie                             | 34                                     | 9                                      | 8                                      | 17                                     | 26                                     | 42                                     | 65                                     | 14e                                    | –                                      | 2e ronde                               | |
| 1994/95                                | Eredivisie                             | 34                                     | 8                                      | 10                                     | 16                                     | 26                                     | 49                                     | 64                                     | 13e                                    | UEFA Intertoto Cup                     | 2e ronde                               | |
| 1995/96                                | Eredivisie                             | 34                                     | 12                                     | 13                                     | 9                                      | 49                                     | 48                                     | 45                                     | 9e                                     | UEFA Intertoto Cup                     | 2e ronde                               | |
| 1996/97                                | Eredivisie                             | 34                                     | 9                                      | 12                                     | 13                                     | 39                                     | 43                                     | 56                                     | 10e                                    | UEFA Intertoto Cup                     | Achtste finale                         | |
| 1997/98                                | Eredivisie                             | 34                                     | 7                                      | 10                                     | 17                                     | 31                                     | 42                                     | 65                                     | 17e                                    | Nacompetitie                           | Achtste finale                         | Degradatiewedstrijden tegen Cambuur Leeuwarden (1–1 & 1–3), FC Den Bosch (1–3 & 4–1) en FC Zwolle (1–3 & 1–1) |
| 1998/99                                | Eerste divisie                         | 34                                     | 19                                     | 7                                      | 8                                      | 64                                     | 69                                     | 33                                     | 2e                                     | Nacompetitie                           | Achtste finale                         | Promotiewedstrijden tegen Excelsior (4–0 & 2–2), Helmond Sport (6–1 & 1–0) en Sparta Rotterdam (0–3 & 3–2)    |
| 1999/00                                | Eerste divisie                         | 34                                     | 23                                     | 5                                      | 6                                      | 74                                     | 81                                     | 33                                     | 3e                                     | Nacompetitie                           | 2e ronde                               | Promotiewedstrijden tegen FC Emmen (5–0 & 1–0), Heracles Almelo (4–2 & 4–2) en MVV (1–2 & 5–1)                |
| 2000/01                                | Eredivisie                             | 34                                     | 8                                      | 9                                      | 17                                     | 33                                     | 36                                     | 56                                     | 14e                                    | –                                      | 3e ronde                               | |
| 2001/02                                | Eredivisie                             | 34                                     | 10                                     | 7                                      | 17                                     | 37                                     | 40                                     | 59                                     | 15e                                    | –                                      | Kwartfinale                            | |
| 2002/03                                | Eredivisie                             | 34                                     | 7                                      | 11                                     | 16                                     | 32                                     | 28                                     | 44                                     | 15e                                    | –                                      | Kwartfinale                            | |
| 2003/04                                | Eredivisie                             | 34                                     | 9                                      | 10                                     | 15                                     | 37                                     | 38                                     | 53                                     | 13e                                    | –                                      | 3e ronde                               | |
| 2004/05                                | Eredivisie                             | 34                                     | 11                                     | 7                                      | 16                                     | 40                                     | 50                                     | 58                                     | 12e                                    | –                                      | 2e ronde                               | |
| 2005/06                                | Eredivisie                             | 34                                     | 16                                     | 8                                      | 10                                     | 56                                     | 46                                     | 43                                     | 5e                                     | UEFA Cup                               | Kwartfinale                            | |
| 2006/07                                | Eredivisie                             | 34                                     | 15                                     | 6                                      | 13                                     | 51                                     | 54                                     | 54                                     | 8e                                     | UEFA Cup                               | 3e ronde                               | |
| 2007/08                                | Eredivisie                             | 34                                     | 15                                     | 6                                      | 13                                     | 51                                     | 53                                     | 54                                     | 7e                                     | –                                      | 3e ronde                               | |
| 2008/09                                | Eredivisie                             | 34                                     | 17                                     | 5                                      | 12                                     | 56                                     | 53                                     | 36                                     | 6e                                     | –                                      | Achtste finale                         | |
| 2009/10                                | Eredivisie                             | 34                                     | 14                                     | 7                                      | 13                                     | 49                                     | 48                                     | 47                                     | 8e                                     | –                                      | Achtste finale                         | |
| 2010/11                                | Eredivisie                             | 34                                     | 17                                     | 6                                      | 11                                     | 57                                     | 65                                     | 52                                     | 5e                                     | –                                      | Kwartfinale                            | |
| 2011/12                                | Eredivisie                             | 34                                     | 10                                     | 7                                      | 17                                     | 37                                     | 41                                     | 61                                     | 14e                                    | –                                      | 2e ronde                               | |
| 2012/13                                | Eredivisie                             | 34                                     | 12                                     | 7                                      | 15                                     | 43                                     | 36                                     | 53                                     | 7e                                     | –                                      | Achtste finale                         | |
| 2013/14                                | Eredivisie                             | 34                                     | 14                                     | 9                                      | 11                                     | 51                                     | 57                                     | 53                                     | 7e                                     | Play-offs voor de Europa League        | Achtste finale                         | |
| 2014/15                                | Eredivisie                             | 34                                     | 11                                     | 13                                     | 10                                     | 46                                     | 49                                     | 53                                     | 8e                                     | –                                      | Winnaar                                | Plaatsing voor de Europa League via het bekertoernooi                                                         |
| 2015/16                                | Eredivisie                             | 34                                     | 14                                     | 8                                      | 12                                     | 50                                     | 41                                     | 48                                     | 7e                                     | –                                      | 3e ronde                               | |
| 2016/17                                | Eredivisie                             | 34                                     | 10                                     | 13                                     | 11                                     | 43                                     | 55                                     | 51                                     | 8e                                     | –                                      | 2e ronde                               | |
| 2017/18                                | Eredivisie                             | 34                                     | 8                                      | 14                                     | 12                                     | 38                                     | 50                                     | 50                                     | 12e                                    | –                                      | 2e ronde                               | |
| 2018/19                                | Eredivisie                             | 34                                     | 13                                     | 6                                      | 15                                     | 45                                     | 39                                     | 41                                     | 8e                                     | –                                      | 1e ronde                               | |
| 2019/20                                | Eredivisie                             | 26                                     | 10                                     | 5                                      | 11                                     | 35                                     | 27                                     | 26                                     | 9e                                     | –                                      | 2e ronde                               | Door de coronacrisis is competitie niet afgemaakt. De tussenstand na 26 speelrondes werd de eindstand         |
| 2020/21                                | Eredivisie                             | 34                                     | 14                                     | 8                                      | 12                                     | 50                                     | 40                                     | 37                                     | 7e                                     | –                                      | 2e ronde                               | |
| 2021/22                                | Eredivisie                             | 34                                     | 9                                      | 9                                      | 16                                     | 36                                     | 41                                     | 55                                     | 12e                                    | –                                      | Achtste finale                         | |
| 2022/23                                | Eredivisie                             | 34                                     | 4                                      | 6                                      | 24                                     | 18                                     | 31                                     | 75                                     | 18e                                    | Rechtstreekse degradatie               | 2e ronde                               | |
| 2023/24                                | Eerste divisie                         | 38                                     | 22                                     | 9                                      | 7                                      | 75                                     | 71                                     | 30                                     | 2e                                     | Rechtstreekse promotie Eredivisie      | Halve finale                           | |
| 2024/25                                | Eredivisie                             | 34                                     | 10                                     | 9                                      | 15                                     | 39                                     | 40                                     | 53                                     | 13e                                    | –                                      | 2e ronde                               | |

### Europa
Groningen speelt sinds 1967 in diverse Europese competities. Hieronder staan de competities en in welke seizoenen de club deelnam:
- Europacup II (1x)

1989/90
- UEFA Cup (7x)

1983/84, 1986/87, 1988/89, 1991/92, 1992/93, 2006/07, 2007/08
- Intertoto Cup (5x)

1967, 1969, 1995, 1996, 1997
- UEFA Europa League (2x)

2014/15 (voorronde), 2015/16 (groepsfase)
 #Q = #voorronde, #R = #ronde, Groep = groepsfase, 1/8 = achtste finale, T/U = Thuis/Uit, W = Wedstrijd, PUC = punten UEFA coëfficiënten .
Uitslagen vanuit gezichtspunt FC Groningen
| Seizoen | Competitie    | Ronde    | Land                                    | Club                        | Totaalscore  | 1e W    | 2e W                | PUC |
| ------- | ------------- | -------- | --------------------------------------- | --------------------------- | ------------ | ------- | ------------------- | --- |
| 1983/84 | UEFA Cup      | 1R       | Vlag van Spanje                         | Atlético Madrid             | 4–2          | 1–2 (U) | 3–0 (T)             | 4.0 |
|         |               | 1/8      | Vlag van Italië                         | Internazionale              | 3–5          | 2–0 (T) | 1–5 (U) in Bari     | 4.0 |
| 1986/87 | UEFA Cup      | 1R       | Vlag van Ierland                        | Galway United FC            | 8–2          | 5–1 (T) | 3–1 (U) in Carraroe | 8.0 |
|         |               | 2R       | Vlag van Zwitserland                    | Neuchâtel Xamax FCS         | 1–1 u        | 0–0 (T) | 1–1 (U)             | 8.0 |
|         |               | 1/8      | Vlag van Portugal                       | Vitória SC                  | 1–3          | 1–0 (T) | 0–3 (U)             | 8.0 |
| 1988/89 | UEFA Cup      | 1R       | Vlag van Spanje                         | Atlético Madrid             | 2–2 u        | 1–0 (T) | 1–2 (U)             | 5.0 |
|         |               | 2R       | Vlag van Zwitserland                    | Servette FC Genève          | 3–1          | 2–0 (T) | 1–1 (U)             | 5.0 |
|         |               | 1/8      | Vlag van Duitsland                      | VfB Stuttgart               | 1–5          | 1–3 (T) | 0–2 (U)             | 5.0 |
| 1989/90 | Europacup II  | 1R       | Vlag van Denemarken                     | Ikast FS                    | 3–1          | 1–0 (T) | 2–1 (U)             | 6.0 |
|         |               | 1/8      | Vlag van Joegoslavië                    | FK Partizan                 | 5–6          | 4–3 (T) | 1–3 (U)             | 6.0 |
| 1991/92 | UEFA Cup      | 1R       | Vlag van Duitse Democratische Republiek | FC Rot-Weiß Erfurt          | 0–2          | 0–1 (T) | 0–1 (U)             | 0.0 |
| 1992/93 | UEFA Cup      | 1R       | Vlag van Hongarije                      | Vác FC-Samsung              | 1–2          | 0–1 (U) | 1–1 (T)             | 1.0 |
| 1995    | Intertoto Cup | Groep 9  | Vlag van Tsjechië                       | FC Boby Brno Unistav        | 2–1          | 2–1 (U) |                     | 0.0 |
|         |               | Groep 9  | Vlag van Bulgarije                      | FC Etar 1924 Veliko Tarnovo | 3–0          | 3–0 (T) |                     | 0.0 |
|         |               | Groep 9  | Vlag van België                         | KSK Beveren                 | 2–2          | 2–2 (U) |                     | 0.0 |
|         |               | Groep 9  | Vlag van Roemenië                       | Ceahlăul Piatra Neamț       | 0–0          | 0–0 (T) |                     | 0.0 |
| 1996    | Intertoto Cup | Groep 10 | Vlag van Turkije                        | Gaziantepspor               | 1–1          | 1–1 (T) |                     | 0.0 |
|         |               | Groep 10 | Vlag van Estland                        | JK Trans Narva              | 4–1          | 4–1 (U) |                     | 0.0 |
|         |               | Groep 10 | Vlag van Hongarije                      | Vasas SC Boedapest          | 1–1          | 1–1 (T) |                     | 0.0 |
|         |               | Groep 10 | Vlag van België                         | Lierse SK                   | 1–2          | 1–2 (U) |                     | 0.0 |
| 1997    | Intertoto Cup | Groep 10 | Vlag van Servië en Montenegro           | FK Čukarički                | 1–0          | 1–0 (T) |                     | 0.0 |
|         |               | Groep 10 | Vlag van Bulgarije                      | Spartak Varna               | 2–0          | 2–0 (U) |                     | 0.0 |
|         |               | Groep 10 | Vlag van Roemenië                       | Gloria Bistriţa             | 4–1          | 4–1 (T) |                     | 0.0 |
|         |               | Groep 10 | Vlag van Frankrijk                      | Montpellier HSC             | 0–3          | 0–3 (U) |                     | 0.0 |
| 2006/07 | UEFA Cup      | 1R       | Vlag van Servië                         | FK Partizan                 | 3–4          | 2–4 (U) | 1–0 (T)             | 2.0 |
| 2007/08 | UEFA Cup      | 1R       | Vlag van Italië                         | ACF Fiorentina              | 2–2 (3–4 ns) | 1–1 (T) | 1–1 nv (U)          | 2.0 |
| 2014/15 | Europa League | Q2       | Vlag van Schotland                      | Aberdeen FC                 | 1–2          | 0–0 (U) | 1–2 (T)             | 0.5 |
| 2015/16 | Europa League | Groep F  | Vlag van Portugal                       | SC Braga                    | 0–1          | 0–1 (U) | 0–0 (T)             | 2.0 |
|         |               | Groep F  | Vlag van Frankrijk                      | Olympique Marseille         | 1–5          | 0–3 (T) | 1–2 (U)             | 2.0 |
|         |               | Groep F  | Vlag van Tsjechië                       | FC Slovan Liberec           | 1–2          | 1–1 (U) | 0–1 (T)             | 2.0 |

Totaal aantal punten voor UEFA Coëfficiënten: 30.5

## Records en statistieken

### Meeste officiële wedstrijden en doelpunten
| Jan van Dijk         | Middenvelder | 537 | 1975-1978, 1979-1992            |
| Jos Roossien         | Middenvelder | 389 | 1983-1994                       |
| Claus Boekweg        | Verdediger   | 345 | 1986-1995, 2001-2003            |
| Karel Hiddink        | Verdediger   | 323 | 1976-1985                       |
| Patrick Lodewijks    | Doelman      | 317 | 1989–1998                       |
| Harris Huizingh      | Aanvaller    | 313 | 1983-1986, 1990-1999            |
| Paul Matthijs        | Middenvelder | 302 | 1997-2000, 2002-2009            |
| Kurt Elshot          | Verdediger   | 292 | 1995-2005                       |
| Henk Oosterwold      | Verdediger   | 266 | 1971- 1979                      |
| Walter Waalderbos    | Verdediger   | 263 | 1977-1985                       |
| Erwin Koeman         | Middenvelder | 260 | 1978–1979, 1982–1985, 1994–1998 |
| Sergio Padt          | Doelman      | 259 | 2014-2021                       |
| Edwin Olde Riekerink | Middenvelder | 253 | 1986-1994                       |
| Hugo Alves Velame    | Middenvelder | 248 | 1997-2005                       |
| Theo Keukens         | Middenvelder | 243 | 1975–1984                       |
| Jan Veenhof          | Verdediger   | 230 | 1988-1998                       |
| Jan Schipper         | Verdediger   | 226 | 1971-1977                       |
| Anne Mulder          | Verdediger   | 224 | 1975-1985                       |
| Jack van Loon        | Verdediger   | 216 | 1976-1982                       |
| Roy Beukenkamp       | Doelman      | 210 | 1998-2004                       |
| Henk Veldmate        | Middenvelder | 207 | 1975-1982                       |
| Eddy Bakker          | Aanvaller    | 206 | 1976-1982                       |
| Martin Drent         | Aanvaller    | 202 | 1991-1992, 1999-2005            |
| Peter Houtman        | Aanvaller    | 200 | 1977–1978, 1979–1982, 1985–1987 |
| Azing Griever        | Doelman      | 200 | 1975-1981                       |

| Peter Houtman     | Aanvaller    | 128 | 1977–1978, 1979–1982, 1985–1987 |
| Eddy Bakker       | Aanvaller    | 70  | 1976-1982                       |
| Martin Drent      | Aanvaller    | 68  | 1991-1992, 1999-2005            |
| Harris Huizingh   | Aanvaller    | 67  | 1983-1986, 1990-1999            |
| Michael de Leeuw  | Aanvaller    | 61  | 2012–2016, 2021-2022            |
| Erwin Koeman      | Middenvelder | 61  | 1978–1979, 1982–1985, 1994–1998 |
| René Eijkelkamp   | Aanvaller    | 61  | 1986–1990                       |
| Henny Meijer      | Aanvaller    | 60  | 1988-1993                       |
| Jos Roossien      | Middenvelder | 58  | 1983-1994                       |
| Mariano Bombarda  | Aanvaller    | 57  | 1995-1998                       |
| Rob McDonald      | Aanvaller    | 52  | 1982–1985, 1986-1987            |
| Erik Nevland      | Aanvaller    | 48  | 2004–2008                       |
| Jan van Dijk      | Middenvelder | 48  | 1975-1978, 1979-1992            |
| Tim Matavž        | Aanvaller    | 46  | 2007–2008, 2009-2011            |
| Marcus Berg       | Aanvaller    | 44  | 2007–2009                       |
| Ab Gritter        | Aanvaller    | 43  | 1972-1975                       |
| Mimoun Mahi       | Aanvaller    | 39  | 2014–2019                       |
| Hugo Alves Velame | Middenvelder | 38  | 1997-2005                       |
| Ronald Koeman     | Middenvelder | 35  | 1980–1983                       |
| Sander van Gessel | Middenvelder | 32  | 1995-2000, 2002-2005            |
| Milko Ðurovski    | Aanvaller    | 31  | 1990-1994                       |
| Glen Salmon       | Aanvaller    | 31  | 2002-2007                       |
| Hans Visser       | Aanvaller    | 31  | 1999-2002                       |
| Johan de Kock     | Aanvaller    | 30  | 1984–1987                       |
| Bjarne Jensen     | Aanvaller    | 30  | 1971–1976                       |

*Statistieken bijgewerkt op 13 augustus 2022.

### Topscorers
- 1971/72:  Bjarne Jensen (7)
- 1972/73:  Ab Gritter (12)
- 1973/74:  Ab Gritter (5)
- 1974/75:  Ab Gritter (20)
- 1975/76:  Joop Molendijk (8)
- 1976/77:  Eddy Bakker (18)
- 1977/78:  Peter Houtman (24)
- 1978/79:  Leen Swanenburg (17)
- 1979/80:  Peter Houtman (23)
- 1980/81:  Peter Houtman (17)
- 1981/82:  Ronald Koeman (7)
- 1982/83:  Ronald Koeman (5)
- 1983/84:  Rob McDonald (2)
- 1984/85:  Rob McDonald (5)
- 1985/86:  Peter Houtman (23)
- 1986/87:  Johan de Kock (8)
- 1987/88:  Jurrie Koolhof (7)
- 1988/89:  René Eijkelkamp (14)
- 1989/90:  René Eijkelkamp (16)
- 1990/91:  Milko Ðurovski (14)
- 1991/92:  Henny Meijer (10)
- 1992/93:  Martin van Duren (5)
000000 :  Ronald Hamming (5)
- 1993/94:  Ronald Hamming (7)
- 1994/95:  Mariano Bombarda (13)
- 1995/96:  Mariano Bombarda (19)
- 1996/97:  Dean Gorré (11)
- 1997/98:  Mariano Bombarda (9)
- 1998/99:  Pascal Averdijk (9)
000000 :  Harris Huizingh (9)
- 1999/00:  Martin Drent (13)
- 2000/01:  Martin Drent (9)
- 2001/02:  Ignacio Tuhuteru (8)
- 2002/03:  Martin Drent (7)
- 2003/04:  Sander van Gessel (8)
- 2004/05:  Erik Nevland (16)
- 2005/06:  Yuri Cornelisse (8)
000000 :  Erik Nevland (8)
- 2006/07:  Erik Nevland (13)
- 2007/08:  Marcus Berg (15)
- 2008/09:  Marcus Berg (17)
- 2009/10:  Tim Matavž (13)
- 2010/11:  Tim Matavž (16)
- 2011/12:  David Texeira (8)
- 2012/13:  Michael de Leeuw (11)
- 2013/14:  Richairo Živković (10)
- 2014/15:  Michael de Leeuw (17)
- 2015/16:  Michael de Leeuw (9)
- 2016/17:  Mimoun Mahi (17)
- 2017/18:  Tom van Weert (12)
- 2018/19:  Mimoun Mahi (7)
- 2019/20:  Kaj Sierhuis (6)
- 2020/21:  Jørgen Strand Larsen (9)
- 2021/22:  Jørgen Strand Larsen (17)
- 2022/23:  Ricardo Pepi (12)
- 2023/24:  Romano Postema (18)
- 2024/25:  Thom van Bergen (5)
000000 :  Jorg Schreuders (5)
000000 :  Stije Resink (5)

### Internationals
Onderstaand overzicht omvat alle (voormalig) FC Groningen-spelers die tijdens hun loopbaan één of meerdere wedstrijden international van hun land zijn geweest.
- Norair Aslanyan
- Jason Davidson
- Ajdin Hrustic
- Sepp De Roover
- Samir Memišević
- Abel Tamata
- Jarchinio Antonia
- Jafar Arias
- Juninho Bacuna
- Leandro Bacuna
- Charlison Benschop
- Darryl Lachman
- Thomas Enevoldsen
- Ole Fritsen
- Bjarne Jensen
- Morten Nordstrand
- Nicklas Pedersen
- Oliver Antman
- Njazi Kuqi
- Jussi Nuorela
- Tim Sparv
- Gábor Torma
- Jóhannes Harðarson
- Ritsu Doan
- Ko Itakura
- Alessio Da Cruz
- Laros Duarte
- Ahmed El Messaoudi
- Oussama Idrissi
- Mimoun Mahi
- Uriel Antuna
- Daley Blind
- Bud Brocken
- Virgil van Dijk
- René Eijkelkamp
- Ernest Faber
- Piet Fransen
- Hans Hateboer
- Peter Hoekstra
- Peter Houtman
- Hugo Hovenkamp
- Jerry de Jong
- Johan de Kock
- Erwin Koeman
- Ronald Koeman
- Wim Koevermans
- Jurrie Koolhof
- Theo Lucius
- Hedwiges Maduro
- Martijn Meerdink
- Henny Meijer
- Johan Neeskens
- Marcel Peeper
- Michael Reiziger
- Arjen Robben
- Adri van Tiggelen
- Jetro Willems
- John de Wolf
- Thijs Dallinga
- Oluwafemi Ajilore
- Pius Ikedia
- William Troost-Ekong
- Milko Đurovski
- Mile Krstev
- Erik Nevland
- Alexander Sørloth
- Jørgen Strand Larsen
- Ruben Yttergård Jenssen
- Evgeniy Levchenko
- Rolf Landerl
- Dejan Čurović
- Filip Kostić
- Goran Lovre
- Dušan Tadić
- Gibril Sankoh
- Fandi Ahmad
- Andraž Kirm
- Tim Matavž
- Albert Rusnák
- Tomáš Suslov
- Damil Dankerlui
- Matěj Chaluš
- Bruno Silva
- Luis Suárez
- Ricardo Pepi
- Glen Salmon
- Lars Veldwijk
- Suk Hyun-jun
- Joel Asoro
- Petter Andersson
- Marcus Berg
- Mathias Florén
- Andreas Granqvist
- Gabriel Gudmundsson
- Daleho Irandust
- Emil Johansson
- Magnus Johansson
- Rasmus Lindgren
- Fredrik Stenman

*Bijgewerkt op 7 mei 2023.

## Bekende (oud-)Groningers

### Spelers
De meest succesvolle spelers die tijdens hun loopbaan voor FC Groningen hebben gevoetbald, zijn zonder twijfel Arjen Robben, Ronald Koeman, Luis Suárez en Virgil van Dijk. Deze vier spelers hebben gedurende hun carrière, respectievelijk met Bayern München (2012/13), FC Barcelona (1991/92, 2014/15) en Liverpool (2018/19) de Champions League gewonnen. Tevens maakte Ronald Koeman deel uit van het team dat in 1988 Europees kampioen werd met het Nederlands voetbalelftal. Arjen Robben kwam in totaal 96 keer uit voor het Nederlands voetbalelftal.

### Trainers
- 1971–1975:  Ron Groenewoud
- 1975–1976:  Anton Goedhart
- 1976–1977:  Jan Notermans
- 1977–1983:  Theo Verlangen
- 1983–1986:  Han Berger
- 1986–1987:  Rob Jacobs
- 1987–1988:  Henk van Brussel
- 1988–1992:  Hans Westerhof
- 1992–1993:  Pim Verbeek
- 1993–1993:  Leen Looijen
- 1994–1994:  Theo Vonk
- 1994–1994:  Wim Koevermans
- 1994–1997:  Hans Westerhof
- 1997–1997:  Jan van Dijk (a.i.)
- 1997–1998:  Wim Rijsbergen
- 1998–2001:  Jan van Dijk
- 2001–2002:  Dwight Lodeweges
- 2002–2010:  Ron Jans
- 2010–2012:  Pieter Huistra
- 2012–2013:  Robert Maaskant
- 2013–2016:  Erwin van de Looi
- 2016–2018:  Ernest Faber
- 2018–2022:  Danny Buijs
- 2022–2022:  Frank Wormuth
- 2022–2023:  Dennis van der Ree (a.i.)
- 2023–0000:  Dick Lukkien